# Perfidia (film 2014)
Perfidia è un film italiano del 2014, scritto e diretto da Bonifacio Angius.

## Trama
Angelo vive col padre Peppino in un'anonima città di provincia, è disoccupato e trascorre le sue giornate al bar, guardando la vita che passa. Peppino non si è mai preoccupato del figlio; tuttavia, dopo la morte della moglie, si accorge con rammarico della pessima situazione in cui si trova Angelo, senza amore né lavoro, abbandonato a sé stesso in una vita vuota. Consapevole di non avere più tanto tempo da vivere e preoccupato per il futuro di Angelo, Peppino cerca disperatamente di aiutare il figlio a costruirsi una vita normale, tentando inoltre di instaurare con lui un rapporto ormai svanito da tempo, ma forse è troppo tardi.

## Riconoscimenti
- 2014 - Festival di Locarno[1][2]
  - Premio giuria giovani - Miglior regista a Bonifacio Angius
  - Candidato per il Pardo d'oro